# Victim of Love (Whitesnake)
Victim of Love è una canzone del gruppo musicale britannico Whitesnake, estratta come singolo dall'album Saints & Sinners nel 1982. Il lato B contiene una versione dal vivo di Ain't No Love in the Heart of the City, registrata dal vivo all'Hammersmith Odeon nel giugno 1980.

## Tracce
1. Victim of Love – 3:34 (David Coverdale)
2. Ain't No Love in the Heart of the City – 6:51 (Michael Price, Joe Walsh)

## Formazione
- David Coverdale – voce
- Micky Moody – chitarre
- Bernie Marsden – chitarre
- Neil Murray – basso
- Jon Lord – tastiere
- Ian Paice – batteria